# Kościół św. Maksymiliana Kolbego w Radaczu
Kościół w Radaczu – szachulcowy, poewangelicki kościół pod wezwaniem świętego Maksymiliana Maria Kolbego we wschodniej części wsi Radacz w gminie Borne Sulinowo, nad jeziorem Radacz. Zbudowany w latach 1742-44.

## Historia
Kościół zbudowany w latach 1742-22 przez generała porucznika Henninga Aleksandra von Kleista jako dar wotywny za zwycięstwo pod Małujowicami w 1741 roku w czasie pierwszej wojny śląskiej (1740 – 1742). 
Pierwotnie był to kościół protestancki (ewangelicki) i funkcję tę pełnił do zakończenia II wojny światowej. Po osiedleniu się polskich przybyszów kościół użytkowany był jako magazyn PGR i zdewastowany. W roku 1975 w stanie ruiny przejęty przez kościół. Dzięki proboszczowi Leonowi Dydze i mieszkańcom Radacza kościół poddano pracom konserwatorskim. Została rozebrana loża kolatorska, wzmocnione zostały ściany oraz zreperowany dach.
Został konsekrowany 7 grudnia 1975 roku. Po remoncie użytkowany zgodnie z przeznaczeniem. Dawniej wokół kościoła był cmentarz.

## Architektura
Nieorientowany kościół ma budowę szachulcową o konstrukcji słupowo-ramowej. Jest to jednobryłowa budowla bez wyodrębnionego prezbiterium. Kościół posiada wieżę z dachem hełmowym. Pierwsza wieża była, tak jak cały kościół, szachulcowa. Podczas przebudowy powstała nowa neobarokowa ceglana. We wieży znajduje się neobarokowy dzwon z 1891 roku odlany w ludwisarni Voss und Sohn w Szczecinie. Obecnie nieużywany z powodu zagrożenia konstrukcji wieży. Nad kościołem wznosi się jednokalenicowy dach pokryty dachówką. W świątyni jest krypta, oraz empora.

## Wyposażenie
Dawnej w kościele znajdowała się ambona z początków istnienia kościoła zbudowana z trzech karoc Jana III Sobieskiego i księcia Jakuba zdobytych w 1741 roku w Oławie. W 1945 roku przeniesiona została do Muzeum Pałacu Króla Jana III w Wilanowie. Obecne wyposażenie jest współczesne, z wyjątkiem drzwi z 1744 roku, które zachowały się w południowej ścianie, oraz konstrukcji empory z 1744 roku złożonej z fragmentów wschodniej i północnej empory.